# Пријепољска гимназија
Пријепољска гимназија је једна од средњих школа у Пријепољу. Налази се у улици 4 децембра бр. 3.

## Историјат
Нижа реална гимназија у Пријепољу је основана указом Петра I Карађорђевића 20. новембра 1913. Почела је са радом у згради бивше турске руждије, садашњој згради Музеја у Пријепољу, 3. марта 1914. Избијањем Првог светског рата школа је престала са радом јула 1915, а наставила га је 8. априла 1919. Јула 1932. је школа укинута и престала са радом из непознатих разлога. Исте године је поново основана 8. августа указом Александра I Карађорђевића. Избијањем Другог светског рата 1941. године је поново престала са радом. Рад школе је обновљен 20. децембра 1945. као Мешовита реална гимназија, настава се изводила у згради данашњег музеја. Преселила се у нову школску зграду 8. априла 1948. на простору између моста на Лиму и католичке цркве. Године 1948. је нижа гимназија прерасла у вишу одлуком Народног одбора Среза милешевског уз сагласност Министарства просвете НР Србије. Прва генерација матураната више гимназије је дипломирала 1953—1954. КУД „Младост” у школи је формиран 18. децембра 1949, око сто двадесет ученика се учланило у рад литерарне, позоришне и фолклорне секције. Административна подела ученика гимназије и виших разреда основне школе је извршена 16. јануара 1959, а наредне године су постали четворогодишња средња школа. Преименована је у „Проф. Бранко Радичевић” 20. маја 1959. Први ђачки лист „Наша реч” је изашао 29. новембра 1959. При гимназији је 1960—1961. почела са радом учитељска школа која је касније прерасла у самосталну средњу школу. Истурено одељење у Новој Вароши је основано 1962—1963, а истурено одељење у Прибоју 1. јула 1964. Образовни центар „Проф. Бранко Радичевић” са две радне јединице: Заједничке основе и Друга фаза усмереног образовања је формиран 1977—1978. Гимназија као средња школа и самостална васпитнообразовна установа је поново основана 1990—1991, а у нову зграду је пресељена 1997. године. Данашњи назив је добила 2. јула 2002, а од 2006—2007. је прешла на рад у једној смени. Садрже секције за математику, биологију, географију, историју, хемију, информатику, физику, за стране језике, музичку, литерарну, рецитаторску, кошаркашку и одбојкашку секцију, мали фудбал и стони тенис.